# Planeta Milagroso (2005)
 Miracle Planet es una serie documental de seis partes(cincuenta minutos cada uno), coproducida por la NHK de Japón y la National Film Board of Canada (NFB ), narrado por Christopher Plummer (Seiko Nakajo en el original japonés), que cuenta la historia de 4.600 millones de años de antigüedad de cómo la vida ha evolucionado desde sus humildes comienzos hasta la diversidad de Animalcriaturas vivientes. hoy. Es una nueva versión de la serie de 1989 producida por NHK y KCTS.
Filmado en todo el mundo y basado en los hallazgos científicos más recientes, Miracle Planet combina imágenes de locaciones y entrevistas con científicos destacados, junto con animación por computadora, para representar los eventos catastróficos que han dado forma a nuestro planeta y todas las formas de vida dentro de él.
Los cinco episodios estándar describen la evolución de la vida en la Tierra en perspectiva con nuestro lugar en el universo, desde los microbios más simples hasta la complejidad y diversidad que se encuentra hoy en el planeta.  La serie completa de cinco horas Miracle Planet se emitió en Discovery Channel en Canadá el 22 de abril de 2005 como un especial del Día de la Tierra. La música fue compuesta por Daniel Toussaint y orquestada por Daniel Toussaint.

## Episodios

### la oisea de los origenes,secretos de nuestro pasado
Este episodio narra las primeras etapas de la historia de la Tierra, desde su formación hasta mediados del Precámbrico. Se analiza el comienzo de la vida en la tierra, mencionando a la panspermia como posible candidata. Luego simula una colisión con un asteroide 500 km (310,7 mi) de ancho, similar a las que formaron los protoplanetas.

### La vida bajo el hielo, primeras formas complejas de vida
Este episodio se centra principalmente en los dos eventos de la Tierra Bola de Nieve a mediados del período Precámbrico y el efecto que tuvieron en la vida. Simula un hecho similar en la actualidad. Animales incluidos: 
Pteridinium, 
Yorgia , 
Kimberella, 
Arandaspis, 
Trilobites , 
Halysites (fósil) 
Dicranurus monstrosus (fósil)

### Al asalto de la tierra, nuevas fronteras en tierra firme
Título completo: "La evolución de nuestro mundo: nuevas fronteras". Este episodio sigue a nuestros antepasados desde los mares poco profundos de agua salada hasta los ríos de agua dulce y luego analiza la colonización de la tierra. Principalmente Devónico y Carbonífero. Animales incluidos: Eusthenopteron, 
Dunkleosteus (identificado como un placodermo), 
Acanthostega, 
Hyneria , 
Pederpes, 
Moschops, 
Gorgonops, 
Diictodon (fósil) 
Cinodonte.

### El nacimiento de los mamiferos
Este episodio se centra en los períodos Pérmico a Terciario, mostrando numerosas extinciones, incluido el evento de trampas siberianas de 250 millones de años y el impacto del asteroide Chicxulub de 66 millones de años. También muestra el surgimiento de nuevas formas de vida después de cada evento. Animales incluidos: 
Apatosaurus, 
Allosaurus, 
Cynodont, 
Thrinaxodon, 
Eomaia , 
Carpolestes, 
Diatryma, 
Hyracotherium
Hyaenodon.

### Evolucionar para vivir, la ley del mas fuerte
Este episodio narra la historia de los primates que evolucionaron para convertirse en humanos y por qué los Cro-Magnon triunfaron sobre los Neandertales. Especies incluidas:
Shoshonius, 
Catopithecus, 
Australopithecus africanus, 
Paranthropus robustus, 
Homo ergaster 
Hypoxis.

### La tierra de los hombres, las claves de la civilizacion(Episodio especial)
La Tierra proporciona un entorno rico y muchos factores siguen dando forma a la condición del planeta. Este episodio es un resumen de los cinco anteriores, condensados en una sola hora.